# Potentilla nervata
Potentilla nervata är en rosväxtart som beskrevs av Marcus Eugene Jones. Potentilla nervata ingår i Fingerörtssläktet som ingår i familjen rosväxter. Inga underarter finns listade i Catalogue of Life.